# Region West (Little League Baseball World Series 1957–2000)
Die Region West war eine der vier Regionen der Vereinigten Staaten, welche Teilnehmer an die Little League Baseball World Series, das größte Baseball-Jugendturnier, entsandten. Die Region West wurde 1957 gegründet. Bis 1966 war auch der Westen Kanadas in dieser Region organisiert. Ab 1962 wurde Hawaii, welches zuvor in der Region Pazifik mitspielte, Teil dieser Organisation. Durch die Verdoppelung des Teilnehmerfeldes ab 2001 wurde die Region Nordwest von der Region West abgespalten. (Siehe Region West seit 2001.)

## Teilnehmende Staaten

Teilnehmer der Region West. Blau: Mitglied ab 1962

Folgende Staaten waren in dieser Region organisiert. Kalifornien stellte zwei Mannschaften.
- Alaska
- Arizona
- Colorado
- Hawaii (ab 1962)
- Idaho
- Montana
- Nevada
- New Mexico
- Nordkalifornien
- Oregon
- Südkalifornien
- Utah
- Washington
- Westkanada (bis 1966)
- Wyoming

## Resultate an den Little League Baseball World Series
| Jahr | Meister                   | Stadt         | LLWS                        | W–L |
| ---- | ------------------------- | ------------- | --------------------------- | --- |
| 1957 | Northern La Mesa LL       | La Mesa       | Zweiter Platz               | 1–1 |
| 1958 | Rose City LL              | Portland      | Erste Runde                 | 0–1 |
| 1959 | West Auburn LL            | Auburn        | Zweiter Platz               | 2–1 |
| 1960 | East Lakewood LL          | Lakewood      | Dritter Platz               | 2–1 |
| 1961 | Northern LL               | El Cajon      | Weltmeister                 | 3–0 |
| 1962 | Moreland LL               | San José      | Weltmeister                 | 3–0 |
| 1963 | Granada Hills National LL | Granada Hills | Weltmeister                 | 3–0 |
| 1964 | National LL               | La Puente     | Siebter Platz               | 1–2 |
| 1965 | South Mountain LL         | Phoenix       | Siebter Platz               | 1–2 |
| 1966 | Airport LL                | Sacramento    | Dritter Platz               | 2–1 |
| 1967 | Northridge City LL        | Northridge    | Fünfter Platz (geteilt)     | 1–1 |
| 1968 | Bolsa LL                  | Garden Grove  | Dritter Platz               | 2–1 |
| 1969 | Briarwood LL              | Santa Clara   | Zweiter Platz               | 2–1 |
| 1970 | ACampbell LL              | Campbell      | Zweiter Platz               | 2–1 |
| 1971 | Wahiawa American LL       | Oʻahu         | Dritter Platz               | 2–1 |
| 1972 | Community LL              | Pearl City    | Dritter Platz (geteilt)     | 1–1 |
| 1973 | Cactus LL                 | Phoenix       | Zweiter Platz               | 2–1 |
| 1974 | Red Bluff LL              | Red Bluff     | Zweiter Platz               | 2–1 |
| 1975 | American LL               | Northridge    | Vierter Platz               | 0–2 |
| 1976 | Campbell LL               | Campbell      | Zweiter Platz               | 2–1 |
| 1977 | Western LL                | El Cajon      | Zweiter Platz               | 2–1 |
| 1978 | San Ramon Valley LL       | Danville      | Zweiter Platz               | 2–1 |
| 1979 | Campbell LL               | Campbell      | Zweiter Platz               | 2–1 |
| 1980 | National LL               | Kirkland      | Dritter Platz               | 2–1 |
| 1981 | National LL               | Escondido     | Fünfter Platz               | 2–1 |
| 1982 | National LL               | Kirkland      | Weltmeister                 | 3–0 |
| 1983 | Pacific LL                | Sacramento    | Sechster Platz              | 1–2 |
| 1984 | Los Gatos LL              | Los Gatos     | Sechster Platz              | 1–2 |
| 1985 | Mexicali LL               | Mexicali*     | Zweiter Platz               | 2–1 |
| 1986 | International LL          | Tucson        | Zweiter Platz               | 2–1 |
| 1987 | Northwood LL              | Irvine        | Zweiter Platz               | 2–1 |
| 1988 | Pearl City LL             | Pearl City    | Zweiter Platz               | 2–1 |
| 1989 | Eastview LL               | San Pedro     | Vierter Platz               | 1–2 |
| 1990 | Federal LL                | Cypress       | Vierter Platz               | 1–2 |
| 1991 | San Ramon Valley LL       | Danville      | Zweiter Platz               | 2–1 |
| 1992 | Long Beach LL             | Long Beach    | Weltmeister                 | 5–0 |
| 1993 | Long Beach LL             | Long Beach    | Weltmeister                 | 5–0 |
| 1994 | Northridge City LL        | Northridge    | Zweiter Platz               | 3–2 |
| 1995 | Yorba Hills LL            | Yorba Linda   | Dritter Platz (geteilt)     | 2–2 |
| 1996 | Moorpark LL               | Moorpark      | Dritter Platz, Gruppenphase | 1–2 |
| 1997 | South Mission Viejo LL    | Mission Viejo | Zweiter Platz               | 4–1 |
| 1998 | Cypress LL                | Cypress       | Dritter Platz, Gruppenphase | 1–2 |
| 1999 | South Central Boise LL    | Boise         | Dritter Platz, Gruppenphase | 1–2 |
| 2000 | Hazel Dell LL             | Vancouver     | Dritter Platz, Gruppenphase | 2–1 |

* Mexicali war bis 1985 Kalifornien zugeteilt.

## Hawaii in den Little League Baseball World Series
Zwischen 1958 und 1961 vertrat eine Mannschaft aus Hawaii die Region Pazifik. Von 1958 bis 1960 hatte Hawaii einen festen Startplatz, 1961 qualifizierten sie sich durch ein Entscheidungsspiel gegen Japan. Mit der Gründung der Region Ferner Osten wechselte Hawaii in die Westregion der Vereinigten Staaten.
| Jahr | Meister          | Stadt    | LLWS          | W–L |
| ---- | ---------------- | -------- | ------------- | --- |
| 1958 | Pearl Harbor LL  | Honolulu | Erste Runde   | 0–1 |
| 1959 | Windward LL      | Oʻahu    | Vierter Platz | 0–2 |
| 1960 | Pearl Harbor LL  | Honolulu | Fünfter Platz | 2–1 |
| 1961 | Hilo American LL | Hilo     | Vierter Platz | 1–2 |

## Resultate nach Staat
ohne die vier Teilnahmen Hawaiis in der Pazifikregion
| Staat       | West Region Meisterschaften | Welt- meisterschaften | W-L an den LLWS | %     |
| ----------- | --------------------------- | --------------------- | --------------- | ----- |
| Kalifornien | 32                          | 5                     | 66–36           | 0.647 |
| Washington  | 3                           | 1                     | 7–2             | 0.778 |
| Hawaii      | 3                           | 0                     | 5–3             | 0.625 |
| Arizona     | 3                           | 0                     | 5–4             | 0.556 |
| Idaho       | 1                           | 0                     | 2–1             | 0.667 |
| Mexiko      | 1                           | 0                     | 2–1             | 0.667 |
| Oregon      | 1                           | 0                     | 0–1             | 0.000 |
| Alaska      | 0                           | 0                     | 0–0             | 0.000 |
| Colorado    | 0                           | 0                     | 0–0             | 0.000 |
| Montana     | 0                           | 0                     | 0–0             | 0.000 |
| Nevada      | 0                           | 0                     | 0–0             | 0.000 |
| New Mexico  | 0                           | 0                     | 0–0             | 0.000 |
| Utah        | 0                           | 0                     | 0–0             | 0.000 |
| Westkanada  | 0                           | 0                     | 0–0             | 0.000 |
| Wyoming     | 0                           | 0                     | 0–0             | 0.000 |
| Gesamt      | 44                          | 6                     | 87–49           | 0.640 |